# 초계초등학교
초계초등학교는 대한민국 경상남도 합천군 초계면 초계리에 있는 공립 초등학교이다.

## 연혁
- 1907. 01. 25 사립 개진학교 설립 인가
- 1909. 08. 16 사립 개진학교 설립 인가(칙령 62호. 신사립학교령)
- 1912. 03. 04 초계공립보통학교 인가(3학급, 아동정수 150명)
- 1912. 06. 10 초계공립보통학교 개교
- 1979. 03. 10 병설유치원 인가
- 1999. 09. 01 계남초등학교 본교로 통폐합
- 2002. 11. 26 다목적교실(체육관) 준공
- 2009. 06. 10 개교 100주년 교내 기념행사 실시(동창회 행사 : 11. 01.)
- 2014. 03. 01 덕곡분교장 편입
- 2016. 03. 01 제37대 강재식 교장 부임
- 2017. 02. 14 제104회 졸업식(12명/누계 6,543명)

## 참고 자료
- 초계초등학교 - 한국교육학술정보원 학교알리미